# Zlato kralja Matjaža
Zlato kralja Matjaža je slovenska ljudska pravljica.

## Kratka obnova
Siromašno dekle zadnji dan v letu sredi gozda odkrije votlino, v kateri najde spečega kralja Matjaža ter njegovo vojsko. Okoli njih opazi seno, ki si ga natlači v predpasnik. Nehote zarožlja z verigo, zaradi česar se kralj Matjaž in njegovi možje zbudijo. Steče iz jame in ko se ozre, jame ni več, namesto sena pa ji v predpasniku ostane zlato.

## Analiza pravljice
- Glavna književna oseba- neimenovano dekle (deklica)
- Stranske književne osebe- kralj Matjaž in njegova vojska

Analiza pravljice po knjigi Pogledi na mladinsko književnost Marjane Kobe :
Ljudska pravljica sodi med krajše prozne oblike. Dogajanje poteka na eni ravni, na kateri sta resničnost in čudežnost neločljivo prepleteni kategoriji. Čas in kraj dogajanja nista določena. Omenjena je votlina sredi gozda, ter zadnji dan v letu, vendar ne moremo natančno določiti leta dogajanja oz. o kateri votlini je govora. Osebe v ljudski pravljici so brez osebnega doživljajskega sveta, ne čudijo se nadnaravnim pojavom in čudežem ter nastopom bajeslovnih bitij, saj svet doživljajo na en sam, magičen način.

## Liki
V pravljici je prisotnih več likov. Deklica je tista, zaradi katere se vrši dogajanje. S svojo radovednostjo zbudi kralja Matjaža, ki ji potem seno spremeni v zlato.
Lik kralja Matjaža se večkrat pojavlja v ljudskih pravljicah, tako slovenskih kot tudi madžarskih, hrvaških, srbskih, slovaških, ukrajinskih, nemških... Slovi po svojih bojih s Turki, v madžarskih pripovedkah velja za pravičnega kralja, ki se je večkrat ponorčeval iz bogatih gospodov. Po slovenskih verovanjih pa še zdaj spi v votlini pod goro Peco.
Poleg deklice in kralja Matjaža pasivno sodelujejo tudi njegovi možje, ki spijo, nato pa se zbudijo.

## Interpretacija dela
Zlato kralja Matjaža je ljudska pravljica, ki se pojavlja v več različicah: Siromašno dekle in Kralj Matjaž , Žena pri kralju Matjažu,... V nekaterih različicah je glavna književna oseba deklica, ki je sirota, sama skrbi zase in v gozdu išče dračje oz. seno, v drugih je pa to žena, ki išče listje. Skupno jim je to, da so radovedne, kajti ta radovednost jih pripelje v votlino h kralju Matjažu. V enih različicah je kralj Matjaž že buden, v drugih ga pa glavna književna oseba zbudi z rožljanjem verige. Dekle si predpasnik napolni s senom ter steče iz jame, medtem ko v drugi različici sam kralj Matjaž ponudi ženi listje ter ji zabiča, naj se ne ozira nazaj, dokler ne pride do doma. Ko se vsaka izmed njih ozre, jame ni več, predpasniki so pa čudežno polni zlata. Na koncu sledi še moralni nauk, ki pravi, da v votlino pride le tisti, ki se pred njo znajde zadnji dan v letu, pa še sam ne ve kako oz. tisti, ki si resnično želi, da bi se kralj Matjaž vrnil.

## Motivno-tematske povezave
V pravljici nastopa več motivov. Glavni motiv je seno, ki se spremeni v zlato. Podoben motiv je uporabljen tudi v pravljici Špicparkeljc (bratov Grimm), kjer kraljična iz slame splete zlato s pomočjo Špicparkeljca. 
Motiva sta tudi votlina in kamnita miza, na kateri spi kralj Matjaž. Pojavljata se v več pravljicah o kralju Matjažu: Kralj Matjaž, Zadnji boj Kralja Matjaža, Matjaž v podzemski votlini, Matjaževa vojna z Bogom, Voznik pri Kralju Matjažu...
V pravljici se pojavi tudi pravljično število sedem; kralju Matjažu so se brki sedemkrat ovili okoli mize. Št. sedem je zelo razširjeno tako v slovenski kot tudi v svetovni mladinski književnosti: Volk in sedem kozličkov (brata Grimm), Sneguljčica in sedem palčkov (brata Grimm),...

## Izdaje
- Ljudske pripovedi, F. Bohanec, založba Mladinska knjiga, Ljubljana, 1972
- Zlato kralja Matjaža, A. Štefan, založba Mladinska knjiga, Ljubljana, 1999
- Zlata čebelica, A. Ilc, založba Mladinska knjiga, Ljubljana, 2003
- Moč ti je dana, Z. Šmitek, založba Didakta, Ljubljana, 2005
- Štiri črne mravljice, A. Štefan, založba Mladinska knjiga, Ljubljana, 2007